# Phyllophaga austera
Phyllophaga austera är en skalbaggsart som beskrevs av Wilhelm Ferdinand Erichson 1847. Phyllophaga austera ingår i släktet Phyllophaga och familjen Melolonthidae. Inga underarter finns listade i Catalogue of Life.